# Жупанија Сучава
Сучава (рум. Judeţul Suceava) је жупанија у северном делу Румуније. Управно средиште жупаније је истоимени град, а битни су и градови Радауци, Фалтичени, Кампулунг Молдовенеск, Викову де Сус, Гура Хуморулуј, Ватра Дорнеј и Долхаска.

## Положај
Жупанија Сучава је погранична жупанија према Украјини ка северу. Сучаву са других страна окружују следеће жупаније:
- ка истоку: Ботошани
- ка југоистоку: Јаши
- ка југу: Њамц и Харгита
- ка југозападу: Муреш
- ка западу: Бистрица-Насауд
- ка северозападу: Марамуреш

## Природни услови
Жупанија Сучава је у северној Молдавији, тачније у делу који се назива и Буковином. Ка западу се издижу Карпати, а ка истоку побрђе, типично за Молдавију. У средишњем делу је равница коју товре реке Сирет ка истоку и Молдавија ка југу.

## Становништво
| 1948.   | 1956.   | 1966.   | 1977.   | 1992.   | 2002.   | 2011.   | 2021.   |
| ------- | ------- | ------- | ------- | ------- | ------- | ------- | ------- |
| 439.751 | 507.674 | 572.781 | 633.899 | 701.830 | 688.435 | 634.810 | 642.551 |

Према попису из 2021. године, жупанија Сучава је имала 642.551 становника што је за 7.741 више (+1,22%) у односу на 2011. када је на попису било 634.810 становника. Једна је од три жупаније, поред Илфова и Бистрица-Насауда, која је забележила раст становништва у периоду између два последња пописа. По броју становника је шеста највећа од 41 румунске жупаније (седма рачунајући и Букурешт).
Према последњем попису из 2021. године, већину становништва чинили су Румуни (85,57%), а од мањина највише је било Рома (2,11%) и Украјинаца (1,23%). Од укупно 114 административно-територијалних јединица, у 111 већину су чинили Румуни, док у 3 Украјинци (у општинама Балкауци, Улма и Извоареле Сучевеј).
| Етнички састав према попису из 2021.‍ | Етнички састав према попису из 2021.‍ | Етнички састав према попису из 2021.‍ | Етнички састав према попису из 2021.‍ | Етнички састав према попису из 2021.‍ |
| ------------------------------------ | ------------------------------------ | ------------------------------------ | ------------------------------------ | ------------------------------------ |
|                                      |                                      |                                      |                                      |                                      |
| Румуни                               | Румуни                               |                                      | 549.813                              | 85,57%                               |
| Роми                                 | Роми                                 |                                      | 13.568                               | 2,11%                                |
| Украјинци                            | Украјинци                            |                                      | 7.916                                | 1,23%                                |
| Пољаци                               | Пољаци                               |                                      | 1.667                                | 0,26%                                |
| Липовани                             | Липовани                             |                                      | 1.265                                | 0,20%                                |
| Немци                                | Немци                                |                                      | 475                                  | 0,07%                                |
| Рутени                               | Рутени                               |                                      | 182                                  | 0,03%                                |
| Остали                               | Остали                               |                                      | 460                                  | 0,07%                                |
| Непознато                            | Непознато                            |                                      | 67.205                               | 10,46%                               |